# Kuchnia świąteczna Śląska Cieszyńskiego

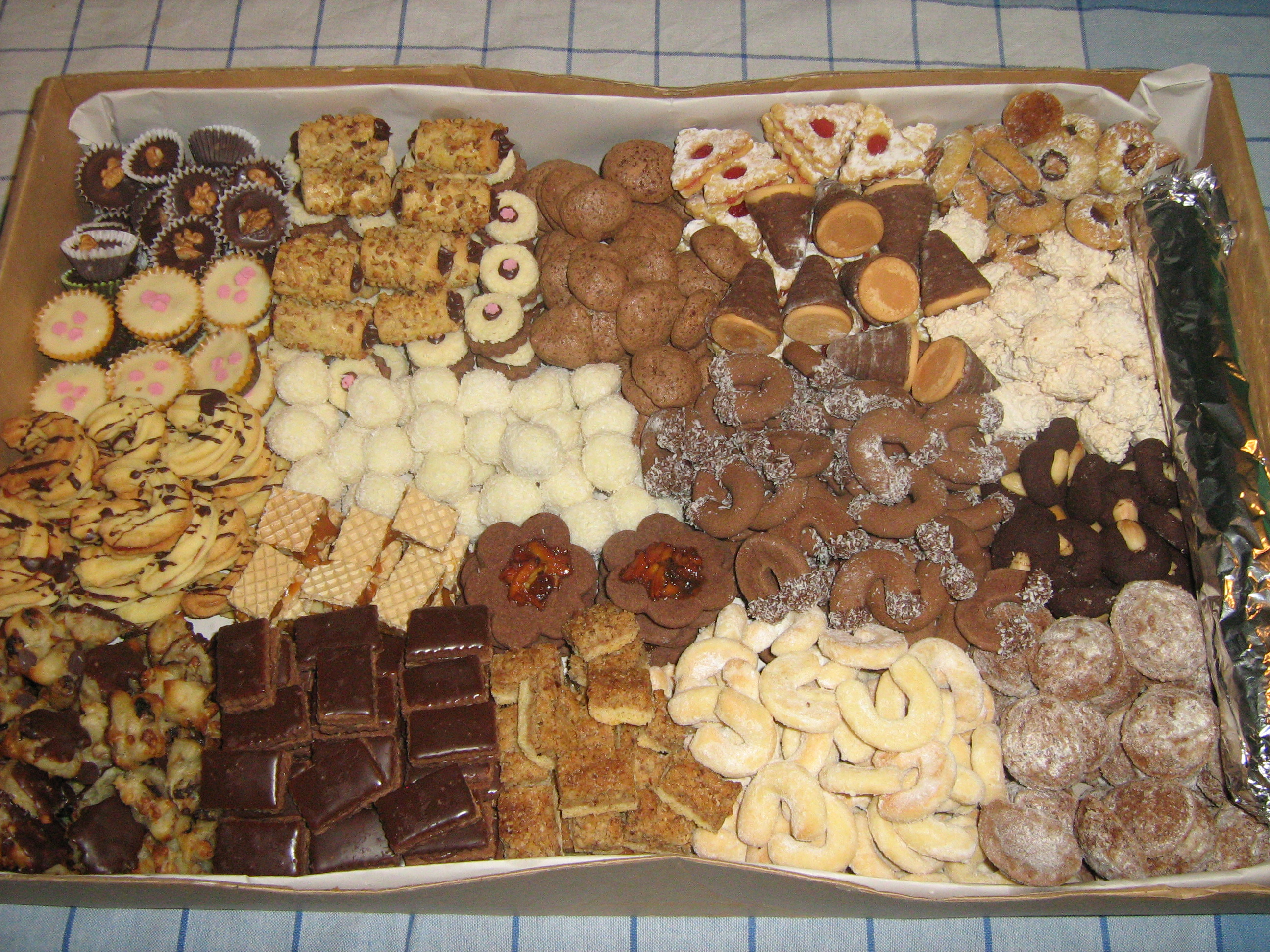
Tradycyjne ciasteczka świąteczne

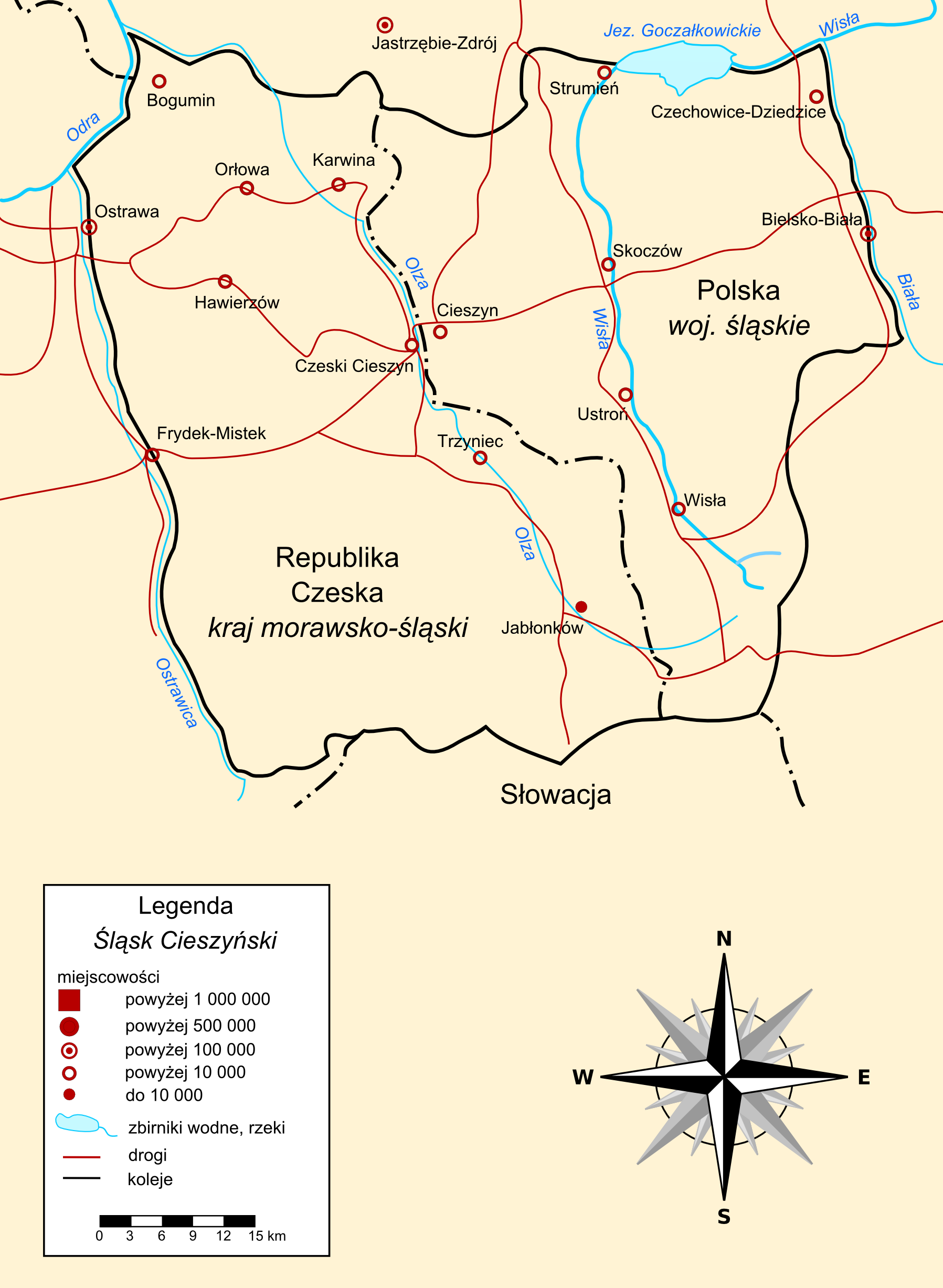
Mapka Śląska Cieszyńskiego

Kuchnia świąteczna Śląska Cieszyńskiego obejmuje dania i tradycje bożonarodzeniowe na Śląsku Cieszyńskim. Bliskość Polski i Czech, dostępność produktów (np. ze względu na majątek) oraz położenie geograficzne miały znaczący wpływ na jej całokształt.

## Zwyczaje w okresie adwentu
Pierwsze przygotowania zaczynały się już na początku roku kościelnego. Tradycyjnie do niedzielnego obiadu zapalano świece na wieńcu adwentowym.  

### 4 grudnia –św. Barbara
W tym dniu obchodzono święto patronki górników. Szczególnie świętowano na Zagłębiu Karwińsko-Orłowskim. Na śniadanie jedzono pszenny brótfaniok i krupiczniok (placek z masłem). W ten dzień jedzono klasyczny „niedzielny“ odświętny obiad. Wieczorem chodziły Barbarki (niezamężne lub zamężne kobiety ubranie w białe koszule) i rozdawały własnoręcznie upieczone zozworki (ciasteczka imbirowe). 

### 6 grudnia –św. Mikołaj
W wielu domach pieczono mikołojki (słodkie pieczywo drożdżowe w kształcie Mikołaja i diabła), którymi obdarowywano dzieci, młodzież i służbę domową.

### 23 grudnia – Szczodry dzień
W tym dniu tradycyjnie pito szczodrzoka, czyli kieliszek warzónki - ciepłej wódki z karmelem) i częstowano krewnych wilijówkami, jednocześnie składając sobie nawzajem życzenia. Dla służby, na przykład, wilijówka miała postać strucli, ryby i innych prezentów.

## Ciasteczka świąteczne
Pieczenie ciastek rozpoczynano co najmniej 2 tygodnie przed Wigilią. Ich ilość i jakość zależała od majątku gospodarzy. Najczęściej dodawano do nich masło, cukier, bakalie (orzechy włoskie, laskowe, kokos, rodzynki, migdały), alkohol, czasem margarynę, a nawet skwarki. 

### Pierniczki
Te ciastka pieczone jako pierwsze, ponieważ potrzebowały najwięcej czasu, by skruszeć. Podstawą jest ciasto korzenne z miodem, masłem i jajami. Chociaż wiele rodzin piecze ten sam przepis, wyniki bywają różne. Inny sposób dekoracji, różne dodatki...

### Kruche z dżemem
Bardzo popularne, sklejane z dżemem. Zazwyczaj składane warstwowo, aby tworzyły piramidę.  W niektórych domach piekło się je „nieco inaczej“, czyli z mąki, jaj, cukru i masła. Następnie były wycinane w różne kształty i wieszane na choinkę razem z jabłkami jako ozdoby. Były również nieco większe niż te sklejane dżemem. 

### Zozworki
Pieczone przed Świętami, rozdawane przez młode kobiety w dniu św. Barbary, ciasteczka z dodatkiem imbiru. Były ulubionym dodatkiem do wina.

### Amoniaczki[1]
Ciastka z dodatkiem amoniaku spożywczego nadającego im chrupkości.
Wszystkie te ciastka są znane do tej pory i pieczone w okresie przed Bożym Narodzeniem. Pozostał także zwyczaj obdarowywania się ciastkami przed Świętami. Małe paczuszki zabiera się idąc w odwiedziny do znajomych i rodziny, a w zamian otrzymuje się podobne.

## Wigilia Bożego Narodzenia (24 grudnia)

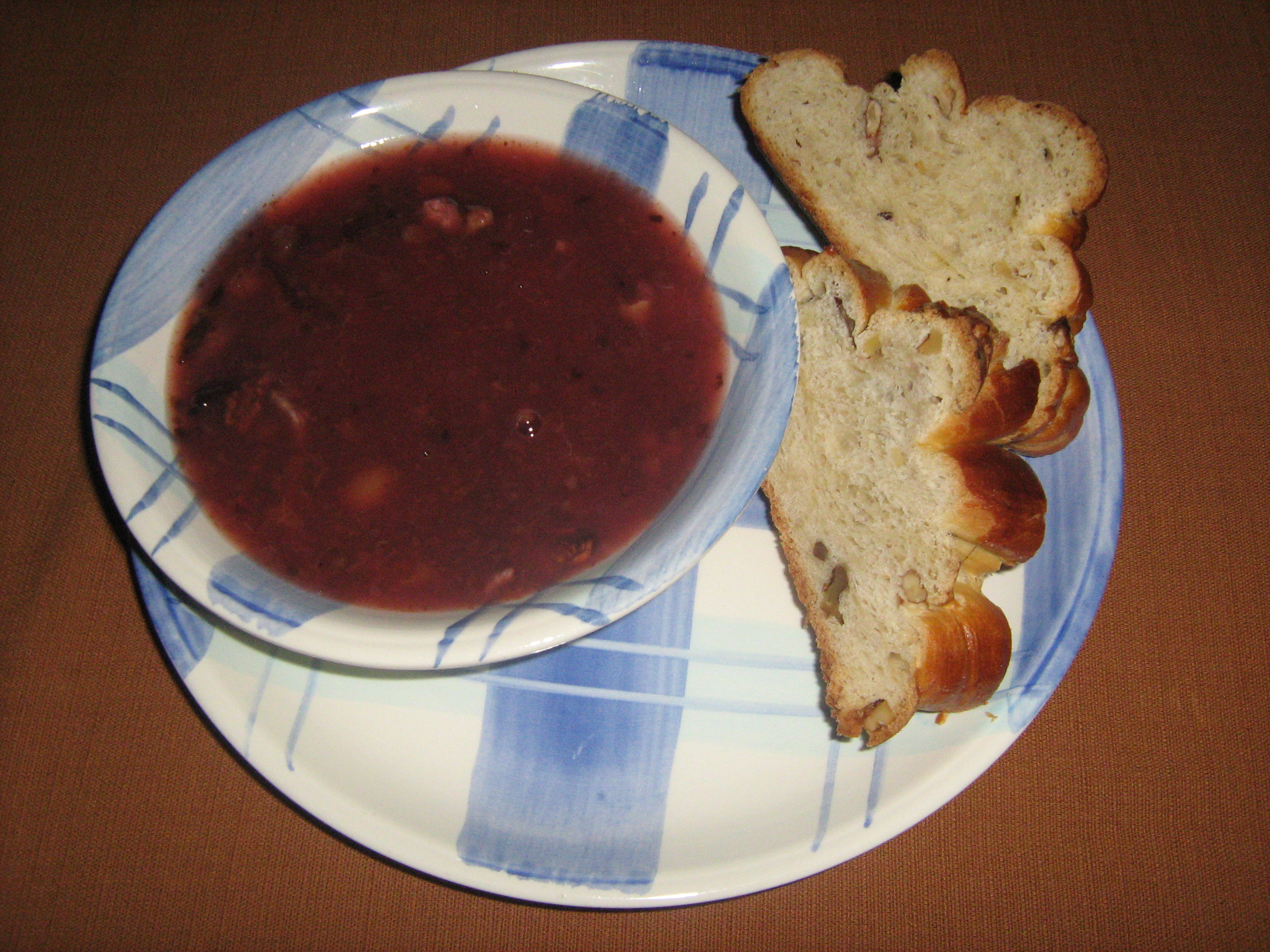
Zupa powidłowa, tradycyjna dla okolic Ostrawy

W tym dniu poszczono. W ciągu dnia jadło się niewiele, pozwalając sobie dopiero na uroczystą kolację wieczorem. Ilość i jakość potraw była zależna od zasobności gospodarstwa, ale wszystkie potrawy były bezmięsne, a tłuszczu (masła) używano tylko jako omasty. Ten region jest szczególny w mieszaniu rzeczy polskich i czeskich, więc co dom, to inne zwyczaje. Bywa tak, że po ślubie potrawy ze stołu wigilijnego drugiej połówki pojawiają się w domu (np. zupa powidłowa, typowa dla Śląska Cieszyńskiego w okolicach Ostrawy).

### Zupa rybna
Najbardziej popularna zupa, podawano ją na wiele sposobów, według upodobań. Gotowana z rybich głów i płetw, z dużą ilością tartych jarzyn, podsypywana grysikiem lub kaszą jęczmienną. Druga wersja to zupa zagęszczana zasmażką, zabielana i podawana z ziemniakami lub makaronem. Inna wersja to zupa rybna z bakaliami i powidłami, jedzona ze struclą.

### Zupy postne
Zazwyczaj bywały to grochówki, zupy grzybowe albo postny barszcz z uszkami. Gotowano go na wywarze jarzynowym, dolewano buraki i zakwaszano cytryną. Na koniec dodawano trochę surowego masła.

### Karp
Panierowany, smażony na maśle, które było wcześniej sklarowane (żeby się nie paliło). Do karpia najczęściej podawano sałatkę jarzynową, sałatkę z białej kapusty (tylko z masłem). Jedzono też karpia w galarecie czy karpia po żydowsku (z dużą ilością cebuli i rodzynek).

### Makówka
Danie sporządzane z buchty, białej bułki lub chałki (strucli), którą zalewano mlekiem i dodawano do niej rodzynki, mak (sparzony i zmielony), orzechy i miód. Jedzone nie tylko w Wigilię, lecz przez całe Święta.

### Pieczki z fazolą[1]
Potrawa ta była znana w Cieszynie, jednak obecnie rzadko sporządzana. Danie składa się z gotowanej fasoli zalanej kompotem z suszonych owoców (pieczek).

### Po kolacji

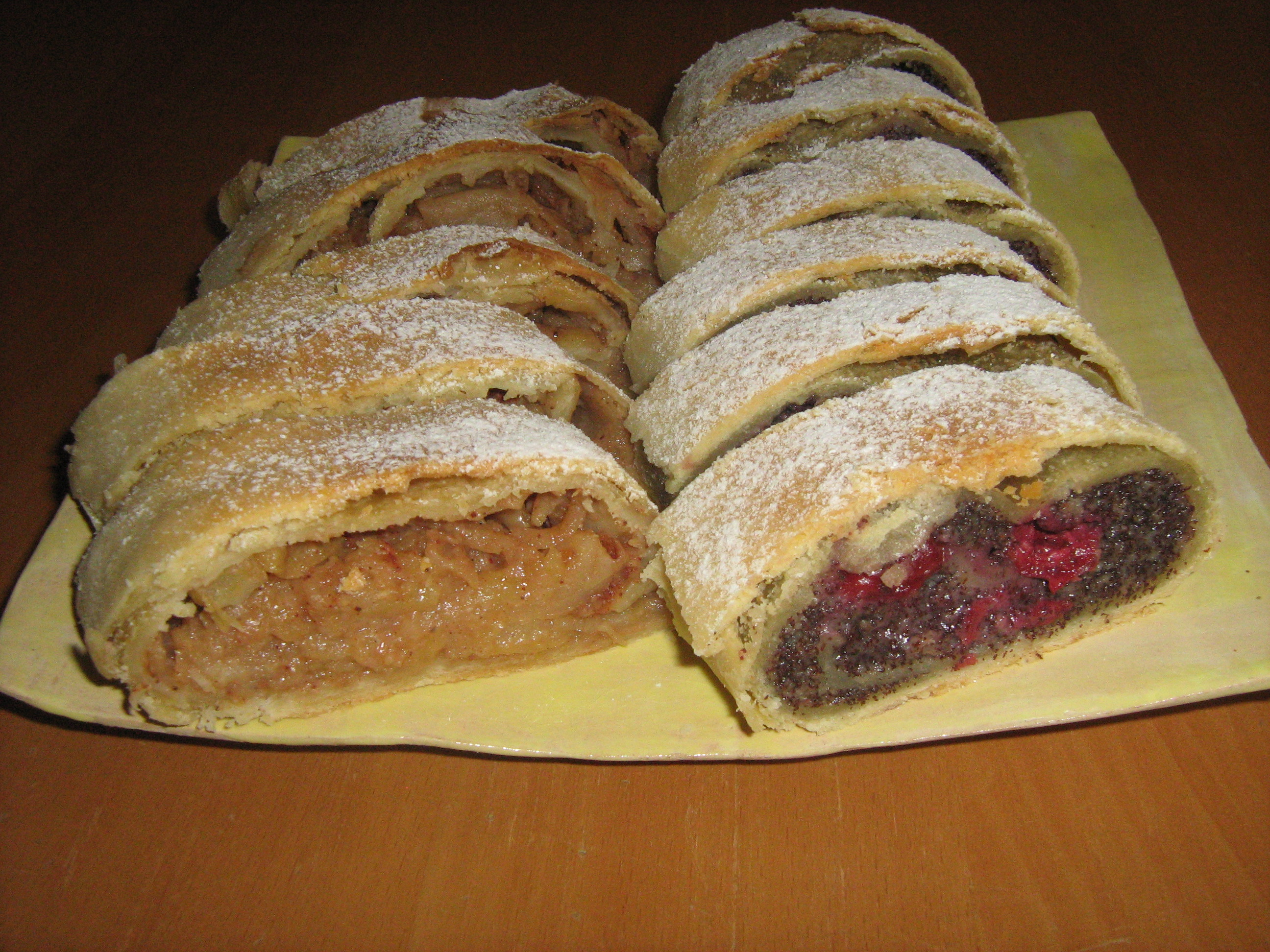
Deser po kolacji – strudla makowa i jabłkowa

Na deser po kolacji były orzechy z miodem, jabłka i wypieki słodkie (drobne ciasteczka), sztrudel, zawijok albo też legumina. Piło się kompot z suszonych jabłek, śliwek i gruszek (pieczek) 

## Pierwszy dzień Świąt (25 grudnia)
Na śniadanie na stole stała brytfanna upieczonych jelit (kaszanki, krupnioki), gorące domowe kiełbasy z chlebem oraz babka z makiem i placek (kołocz) z warstwą maku i twarogu oraz posypką lub kołacz z jabłkami. Do tego kawa zbożowa z dodatkiem prawdziwej.
Obiad składał się z wołowego lub kurzego rosołu z makaronem i wątrobianymi kluseczkami, gęsiny, kaczki, ale najczęściej indyka, ziemniaków i sałaty z modrej kapusty.

## Drugi dzień Świąt (26 grudnia)
Przygotowywano dania mięsne. Smakowite, bogate obiady, bogatsze niż w niedzielę.

## Nowy Rok (1 stycznia)
Na śniadanie jedzono nowoletniki (białe, słodkie ciasto z rodzynkami i orzechami, przypominające chleb) z kakao lub białą zbożową kawą. Obiad zaś zależny był od tego, co było w domu. Nie mogło jednak zabraknąć mięsa (najczęściej wieprzowina wędzona lub żeberka). Nie wolno było jeść potraw z drobiu lub dziczyzny, bo „szczęście uleci z domu“.